# دوبوکو، لیوبووئیا
دوبوکو (به صربی: Duboko) یک روستا در صربستان است که در Ljubovija واقع شده‌است.